# Lasioglossum hemichalceum
Espèce
Synonymes
- Halictus hemichalceus Cockerell, 1923

Lasioglossum hemichalceum, qui a parfois été confondue avec Lasioglossum erythrurum, est une espèce d'abeilles de la sueur (famille des Halictidae) originaire d’Australie. Chez cette espèce, un grand nombre de femelles non apparentées partagent le même nid, selon un comportement qualifié de “communautaire”. Les nids sont construits sous la terre par les femelles. L. hemichalceum renouvelle sa colonie au cours de l’été, avec une production de couvain qui s’étend de la fin novembre aux premiers mois du printemps. Les membres de cette espèce ne manifestent pas de comportements agressifs les uns envers les autres. À mesure que la taille de la colonie augmente, le potentiel de reproduction de chaque femelle ne change pas, contrairement à ce qui est observé chez de nombreuses espèces d’abeilles.

## Taxonomie et phylogénie
Lasioglossum hemichalceum fait partie du genre Lasioglossum, et du sous-genre Chilalictus. Les autres espèces de ce genre sont Lasioglossum malachurum, Lasioglossum zephyrus et Lasioglossum clarum. Les espèces de Lasioglossum qui occupent certaines parties de l'Afrique et de l'Europe centrale font preuve de divers types de comportements sociaux - allant de solitaire à communautaire et même semi-social. L. hemichalceum est en compagnie de près de 150 autres espèces qui font partie du sous-genre Chilalictus, toutes originaires d'Australie.

## Description et identification

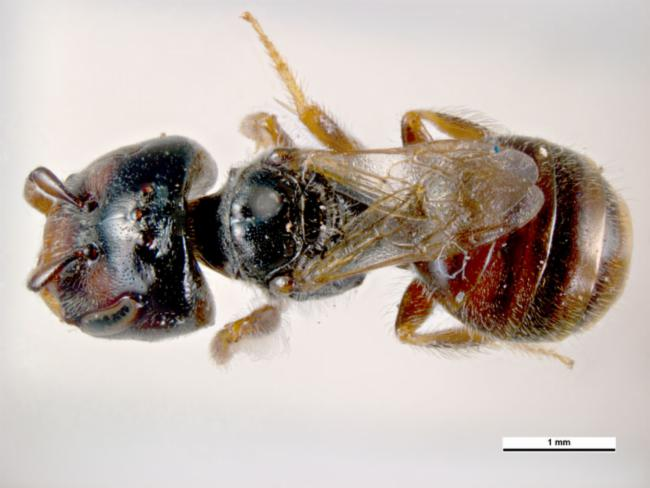
Spécimen de corps entier conservé de Lasioglossum hemichalceum

### Morphologie
Lasioglossum hemichalceum peut être identifié par ses antennes de longueur moyenne, souvent de couleur blanc cassé, et par sa tête triangulaire. Bien que beaucoup soient de couleur noir terne, ils peuvent présenter des nuances de violet, de vert ou de cuivre. Les mâles ont généralement un corps plus fin que les femelles et ont également moins de poils sur leurs pattes arrière pour transporter le pollen. Les femelles mesurent généralement entre 4,7 et 5 mm de long, et ont une tête plus large que les mâles (environ 1,5 à 1,6 mm de large). Les mâles typiques ont un corps légèrement plus court et une tête plus étroite (environ 3,8 à 4,7 mm de long et 1,3 à 1,5 mm de large). En outre, les pattes de L. hemichalceum ont tendance à être de couleur brun foncé ou noire, bien qu'il y ait eu des cas de pigmentation rouge-brun. En termes de coloration, il n'y a pas de différences significatives entre les femelles et les mâles. En outre, parce que L. hemichalceum est une espèce communautaire, il n'y a pas de reines qui se distinguent des ouvrières - presque toutes les femelles ont la même apparence.

### Dimorphisme masculin
II existe deux morphologies de Lasioglossum hemichalceum mâle : ceux aux proportions typiques et de petite taille, ou ceux dits macrocéphales. La morphologie macrocéphale est caractérisée par une tête et des mandibules disproportionnées. Les mâles macrocéphales ont une tête plus large que les femelles et les petits mâles et ont également un poids plus lourd lorsqu'ils sont nymphes que la plupart des femelles nymphes. Les petits mâles vivent généralement à l'écart du nid, tandis que les mâles macrocéphales restent à l'intérieur.

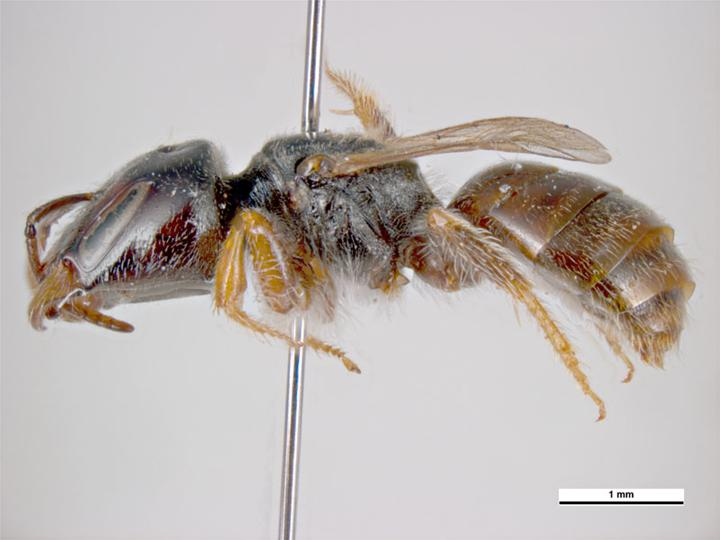
Spécimen mâle.
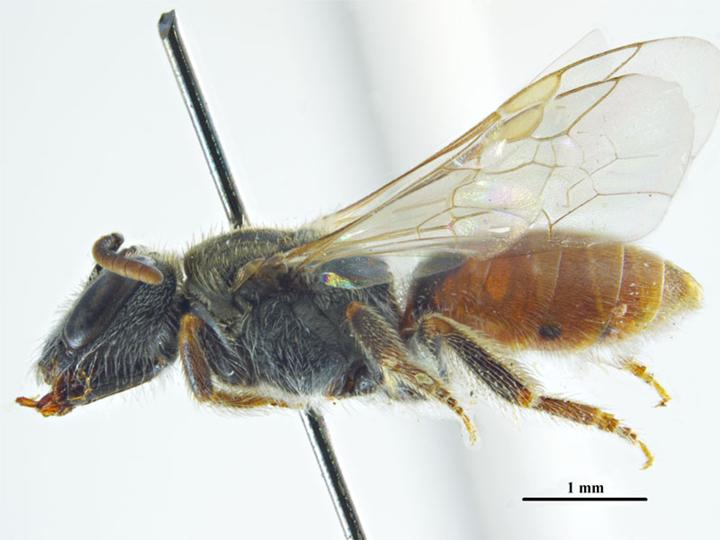
Spécimen femelle.

### Nid
Les Lasioglossum hemichalceum femelles construisent leurs nids sous terre. Elles construiront des terriers et transporteront la terre retirée à la surface. Au début de la colonie, les femelles construisent un grand nombre de tunnels ; cependant, au fur et à mesure que les femelles se préparent à passer l'hiver, elles participent de moins en moins à la construction du nid. Elles ne se coordonnent pas non plus entre elles lors de la construction des tunnels, mais le font indépendamment les unes des autres.

## Distribution et habitat

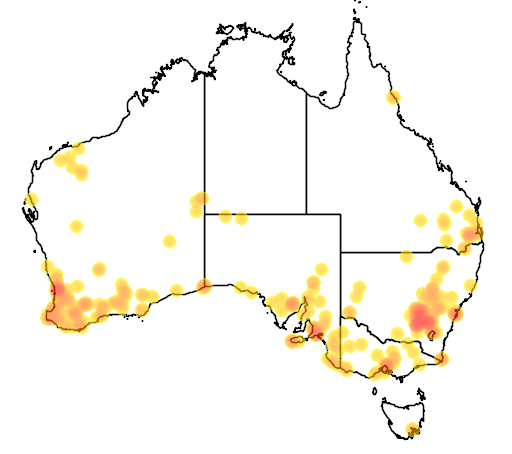
Carte de répartition de Lasioglossum hemichalceum en Australie.

L. hemichalceum est endémique de certaines régions d'Australie. On trouve L. hemichalceum en Nouvelle-Galles du Sud, dans le Victoria et dans le Queensland. Leur environnement dans le sud de l'Australie est celui d'hivers humides et assez doux et d'étés chauds et secs. Les nids ne sont pas souvent construits au-dessus du sol et sont généralement construits par des groupes séparés de femelles pondeuses.

## Cycle de colonie

### Initiation de la colonie
L'initiation de la colonie commence à la fin du mois de novembre et se termine généralement au début du printemps, vers février ou avril, après que les femelles aient hiverné. Les membres individuels du groupe ont deux options quant à l'endroit où ils souhaitent initier une nouvelle colonie. Leur première option consiste à trouver des dépressions dans un sol mou qui conviennent à la construction d'un nid et à construire un nouveau nid conformément à la description ci-dessus. Cependant, ils peuvent également choisir de réutiliser le nid de l'année précédente, ce qui se produit environ 40 % du temps. Dans certains cas, les membres peuvent même choisir d'ajouter des éléments à d'anciens nids afin de créer un mélange d'anciens et de nouveaux nids. De nouveaux nids seront créés, qu'il y ait ou non d'autres colonies qui occupent le même nid. Ce processus d'initiation se déroule de manière séquentielle, une femelle commençant à creuser et d'autres femelles la rejoignant (ce nombre est variable). Le nombre total d'abeilles qui habitent le nid atteint généralement plus de 100, avec un plus grand pourcentage de femelles que de mâles. Cependant, il est important de noter que ces femelles ne sont pas non plus apparentées, ce qui est différent des autres espèces communautaires et eusociales.

### Croissance et déclin des colonies
Pendant cette période, les femelles reproductrices vont élever deux générations distinctes de couvées, l'une élevée par la mère, et la seconde élevée par les deux mères survivantes et leurs filles (issues de la première couvée). Cependant, le nombre de couvées qui sont initiées dépend des conditions climatiques. Par exemple, si le temps est pluvieux plutôt que sec, une seule couvée sera élevée plutôt que deux (ce qui est plus typique). En outre, si de nouveaux nids sont créés, cela se produit généralement entre la première et la deuxième initiation de couvain. De cette façon, le cycle d'initiation de la colonie et le cycle de nidification sont en rotation l'un avec l'autre. Une fois les œufs pondus, les femelles pondeuses construisent des cellules de couvain individuelles, chacune contenant une certaine quantité de nectar et de pollen. Ce pollen est roulé en une petite boule, et l'œuf est pondu sur le dessus de la boule avant que la cellule ne soit scellée. On pense que les différences de taille de ces boules de pollen (qui sont la seule nourriture fournie aux larves en croissance) contribuent aux différences de poids des adultes. Le stade nymphal ne dure que 18 jours, mais le cycle complet s'étend sur environ six semaines. Le déclin de la colonie se produit pendant les mois d'été entre la fin de la production d'œufs et l'hivernage. Cependant, comme les femelles de L. hemichalceum migrent entre différents nids, il existe plus d'un nid à la fois.

## Comportement

### Comportement communautaire
Lasioglossum hemichalceum a un comportement typique d’une espèce communautaire. Ce type de comportement signifie que les femelles ont toutes la capacité de se reproduire, qu’elles vivent dans le même nid mais elles s’occupent uniquement de leurs propres couvains. Les colonies sont souvent de petite taille et relativement bien dissimulées. Les femelles de L. hemichalceum partagent le nectar entre elles par trophallaxie. Elles font également preuve d'un comportement remarquablement coopératif les unes envers les autres, même si la majorité des membres de la colonie ne sont pas apparentés, ce qui démontre que les interactions entre les membres du groupe ne sont pas limitées aux membres de la famille et que L.hemichalceum se distingue des espèces solitaires ou eusociales. Contrairement à la plupart des espèces d'abeilles communes, L. hemichalceum n'occupe pas les nids sur plusieurs générations, mais elle peut réutiliser un nid à un moment de son cycle de vie.

### Hiérarchie de dominance
L. hemichalceum étant une espèce communautaire, elle présente un comportement égalitaire, ce qui signifie que les femelles n’ont pas de travail spécifique ou de hiérarchie distincte. Tous les individus femelles sont capables de se reproduire, ce qui est probablement lié au comportement hautement coopératif et égalitaire de ces abeilles. Conformément à leur absence de hiérarchie, les femelles manifestent rarement des comportements menaçants et ne font pas de discrimination en termes de parenté génétique pour ces comportements menaçants. Ainsi, les comportements agressifs ne sont pas dirigés vers des individus en fonction de leur liens familiaux. Ce système égalitaire contraste avec celui de L. zephyrus et d'autres halictines eusociales avec division du travail.

### Accouplement
L. hemichalceum présente un comportement d'accouplement différent selon sa morphologie. Les mâles de morphologie classique (petit corps) s'accouplent loin du nid, ce qui contribue au brassage et diversifie le pool génétique. En revanche, les mâles qui présentent une morphologie macrocéphale restent au nid et s'accouplent avec les femelles qui s'y trouvent. Pour ce faire, ils se battent entre eux jusqu'à ce qu'ils soient gravement blessés, voire s'entretuent. Les mâles macrocéphales étant capables de s'accoupler avec plusieurs femelles, ils vont engendrer une progéniture génétiquement apparentée. Les femelles migrent donc loin de leur nid natal afin d’assurer un brassage. La reproduction a lieu au printemps. Rarement, lors de saisons rudes avec une disponibilité de la nourriture limitée et une prédation élevée, certaines femelles décideront de rester dans la colonie après accouplement plutôt que de la quitter. Si une femelle sort du nid pour récolter du nectar ou du pollen, il est alors judicieux de profiter de cette occasion et de s'accoupler en dehors de la colonie.

## Sélection de type

### Relation génétique
La parenté génétique entre les colonies de L. hemichalceum diffère selon le type de relation. Comme L. hemichalceum est une espèce commune, il n'y a pas de dynamique reine-travailleur qui puisse être identifiée en termes de parenté génétique. La parenté génétique est déterminée en utilisant les valeurs moyennes de parenté (r) parmi des colonies de différentes tailles (la plupart des échantillons comptaient environ deux cents colonies membres). Pour les relations mère-fille, la parenté génétique est faible par rapport aux autres espèces d'abeilles. Bien que les mères et les filles partagent au minimum un allèle, seulement 11 % des filles immatures partagent la colonie avec leur mère. Cela indique que la plupart des jeunes femelles n'ont pas leur mère présente. Cependant, cette statistique était encore plus faible pour les relations mère-fils (r=.125). En effet, seulement environ 20 % de tous les jeunes de la colonie avaient un type quelconque d'adulte étroitement lié présent. Ces statistiques semblent révéler que les soins parentaux sont hautement généralisés et se produisent en l'absence de sélection de la parenté, ce qui est probablement lié au fait que les femelles agissent sans discrimination les unes envers les autres. Le changement de nid et les comportements migratoires entraînent également une diminution de la parenté génétique entre les adultes et leurs parents respectifs.
En termes de parenté génétique entre les relations sœur-sœur et sœur-frère, cependant, il existe une différence substantielle. L. hemichalceum a tendance à éviter la consanguinité chaque fois que cela est possible en raison de son système de détermination du sexe, qui utilise un mécanisme à locus unique. Si des membres d'une même famille se reproduisent entre eux, il est possible que la progéniture mâle soit haplodiploïde (phénotype normal) ou diploïde (phénotype stérile). Cette absence de consanguinité a un impact sur la parenté génétique des frères et sœurs. En ce qui concerne la parenté entre sœurs, il y a généralement un nombre important de relations entre sœurs à part entière au sein de la colonie chez les jeunes, ce qui peut être attribué au fait que les jeunes n'ont pas besoin d'éviter leurs sœurs femelles comme ils le font pour leurs frères et sœurs mâles afin d'éviter la consanguinité. Dans le même ordre d'idées, la parenté sœur-frère est faible dans le même nid parce que les femelles ont tendance à partir s'il y a des parents mâles à proximité.

### Coûts et avantages pour la socialité
Il y a beaucoup d'avantages et d'inconvénients pour L. hemichalceum à vivre en communauté dans une grande colonie. Bien que de nombreux membres puissent vivre avec des individus non apparentés (environ 50% des femelles adultes n'ont pas de filles ou de sœurs d'aucun type à proximité dans la colonie), ils en retirent de nombreux avantages. L'un des principaux avantages est la prise en charge constante des larves et de la progéniture. Il faut environ six semaines pour qu'une larve atteigne l'âge adulte, et en ayant d'autres adultes à proximité capables de garder le nid, le risque de prédation par les fourmis est considérablement réduit. Un autre avantage est l'assurance-vie. Le butinage est une activité très risquée, et si une mère est tuée pendant le butinage, sa progéniture sera protégée par les autres membres de la colonie. Ainsi, la formation d'une colonie de plus grande taille (la colonie typique est d'environ 200) est avantageuse en termes de protection du couvain. Cependant, il y a aussi des inconvénients. Bien que la présence de L. hemichalceum adultes soit efficace pour éloigner les prédateurs indésirables, comme les fourmis, il n'y a pas de comportements de défense active, ce qui rend moins avantageuse la présence d'une grande colonie dans les moments où une défense active est nécessaire. En outre, les tricheurs qui exploitent la protection coopérative offerte par la colonie constituent un autre inconvénient. On pense que la protection communautaire des couvées inconnues empêche l'exploitation, mais cette théorie est encore à l'étude.

### Reconnaissance des parents
Bien que l'on pense que L. hemichalceum reconnaisse sa parenté, cela reste à confirmer. À l'origine, le comportement coopératif et l'acte de trophallaxie qui est affiché à la fois envers les parents génétiquement apparentés et les parents non apparentés ont été attribués à l'absence de reconnaissance de la parenté. Cependant, on pense maintenant que les femelles ne montrent tout simplement pas de traitement spécial envers leur propre parenté. Cela est illustré par un manque de protection contre les individus inconnus, et la migration des femelles entre les différents nids. Ainsi, cette attitude d'acceptation universelle a conduit les scientifiques à conclure qu'il y a soit une absence d'indices de reconnaissance, soit un manque de réaction à ces indices. De plus, alors qu'il n'y a pas de différences dans le modèle de comportement qui peuvent être attribuées à la parenté, il y a des différences associées au regroupement de plusieurs nids, ce qui suggère qu'il peut y avoir des indices environnementaux pour le comportement.

## Comportement agonistique
Contrairement à d'autres espèces de Lasiolgossum, les L. hemichalceum ont rarement des comportements agonistiques envers leurs congénères. Les comportements agonistiques comprennent généralement des schémas tels que l'élan ou le déplacement du corps en forme de C tout en pointant le dard et les mandibules vers l'agresseur. Le modèle de comportement en forme de « C » (également connu sous le nom de posture en « C ») a été observé dans environ 19 % des conflits, et encore moins pour ce qui est du modèle de l'élan, ce qui démontre que, bien qu'ils soient capables d'adopter des comportements agonistiques, ils choisissent de ne pas le faire. L'absence de modèles de comportement agonistique est une caractéristique de L. hemichalceum qui est très différente de celle de son proche parent, L. zephyrum.

## Nutrition variable des pupes
Pour L. hemichalceum, la nutrition larvaire est l'un des facteurs environnementaux les plus importants dans la détermination de la morphologie des mâles. Lorsqu'une femelle se prépare à pondre, elle construit des cellules individuelles et place de petites boules (un mélange de nectar et de pollen) dans les cellules. Cependant, la variation de la taille de la cellule et de la boule de pollen semble avoir un impact sur le fait que la morphologie du mâle soit normale ou macrocéphale. Les facteurs s'influencent mutuellement ; le volume de la cellule détermine la quantité de nectar et de pollen qu’elle peut accueillir. Cependant la taille des boules de pollen affecte également la voie de développement. En général, les femelles placent les œufs femelles fécondés sur des pelotes de pollen proportionnellement plus grosses que celles données aux mâles (œufs non fécondés). On suppose que les mâles macrocéphales sont le résultat du placement involontaire d'œufs non fécondés sur des pelotes de pollen par les femelles. Ces mâles sont alors capables d'atteindre un poids plus élevé en tant que pupes, et de se développer en mâles adultes plus volumineux. Ainsi, le développement dimorphique des mâles chez L. hemichalceum serait influencé par la taille des cellules et des boules de pollen, plutôt que par les seules différences génétiques entre les mâles.

## Publication originale
- (en) Theodore D. A. Cockerell, « XXVII - Descriptions and records of bees », Annals and Magazine of Natural History, Londres, vol. 12, no 68,‎ août 1923, p. 238-247 (ISSN 0374-5481).